# Inschrift Ancoz 8

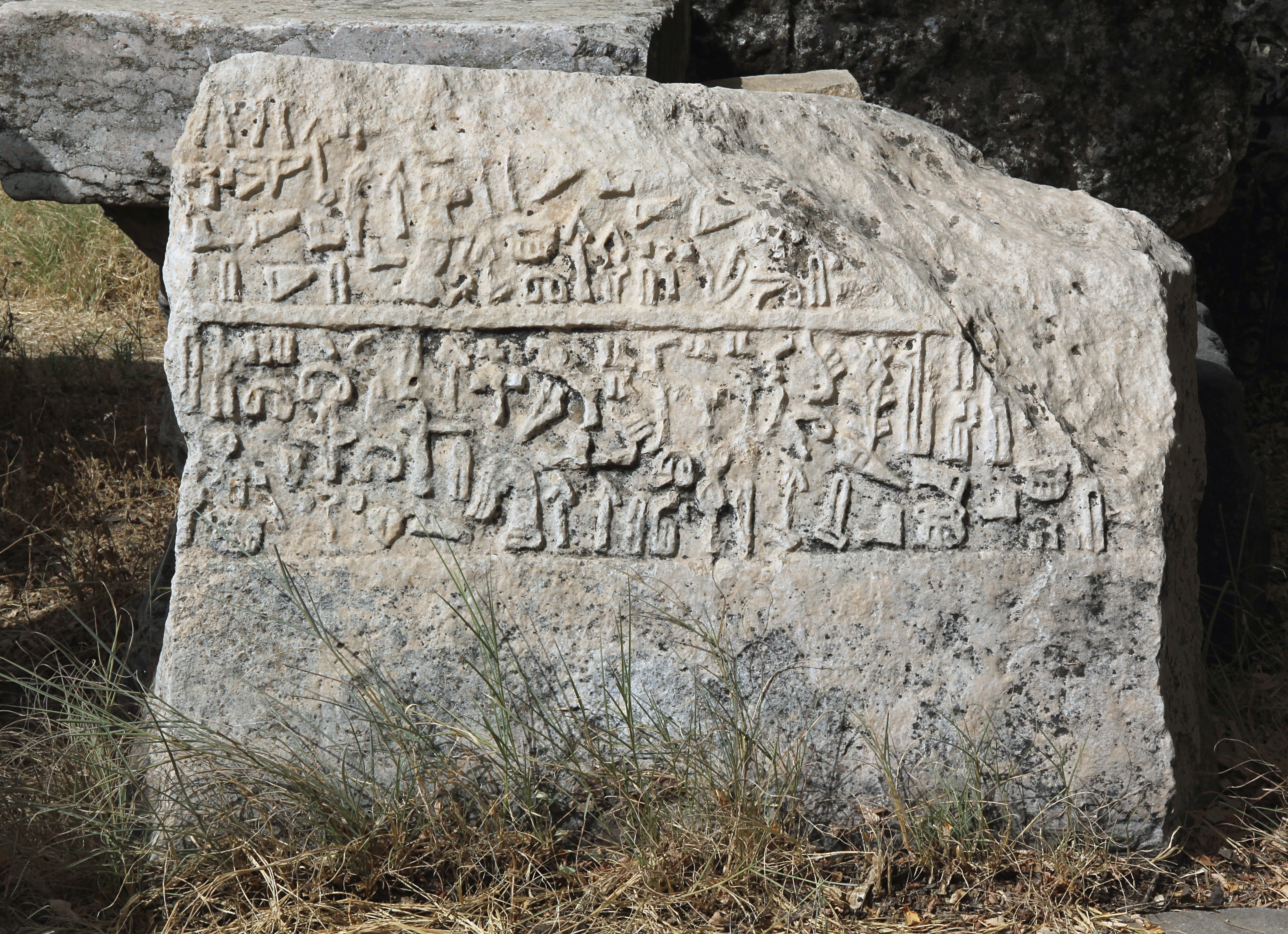
Ancoz 8 im Museumsgarten

Als Ancoz 8 wird eine Inschrift in luwischen Hieroglyphen aus dem 9./8. Jahrhundert v. Chr. von dem kommagenischen Siedlungshügel Ancoz bezeichnet, die im Archäologischen Museum Adıyaman ausgestellt ist.

## Herkunft
Der Inschriftenstein wurde 1979 von dem türkischen Hethitologen Sedat Alp im Zuge seiner Ausgrabungen auf dem Hügel von Ancoz gefunden. Der Hügel liegt nahe dem heutigen Dorf Eskitaş im Landkreis Kâhta der türkischen Provinz Adıyaman, er ist heute vom Atatürk-Stausee überflutet. Er war ab der neohethitischen Zeit (1200–700 v. Chr.) in Benutzung und gehörte zum eisenzeitlichen Königreich Kummuḫ, das etwa dem späteren Kommagene entspricht. Die Inschrift befindet sich im Außenbereich des Archäologischen Museums der Provinzhauptstadt Adıyaman und hat dort die Inventarnummer 682. Die erste Veröffentlichung erfolgte 2000 durch John David Hawkins in seinem Corpus of Hieroglyphic Luwian Inscriptions, wo sie die Bezeichnung Ancoz 8 erhielt.

## Beschreibung
Der Steinblock ist an beiden Seiten beschädigt, Ober- und Unterkante sind erhalten. Er ist 0,75 Meter hoch, 0,40 Meter dick und hat eine maximale Breite von 0,93 Metern. Die Rückseite ist grob bearbeitet, die Vorderseite trägt eine zweizeilige Inschrift mit einer Zeilenhöhe von 20 Zentimetern. Die größtenteils gut erhaltene Inschrift ist, wie auch die Zeilentrenner, im Relief ausgeführt. Der untere Teil des Steins ist unbeschriftet.
Die obere Zeile des Textes ist linksläufig, die untere rechtsläufig geschrieben. Da rechts und links unbekannte Teile fehlen, ist kein inhaltlicher Zusammenhang zwischen den Zeilen erkennbar. Die obere erwähnt den Berg Hurtula, in der unteren werden Aktivitäten von zwei Dienern mit den Namen Ihawarpamis und Saluwa berichtet. Der Name des Verfassers fehlt. Im Zusammenhang mit der Inschrift Ancoz 7, die von König Suppiluliuma stammt, datiert Hawkins sie auf das späte 9. oder das frühe 8. Jahrhundert v. Chr.